# Le Cercle parfait (roman)
Pour les articles homonymes, voir Le Cercle parfait.
Le Cercle parfait est un roman de Pascale Quiviger paru en 2003 aux éditions L'instant même.

## Résumé
Durant un voyage en Italie, Marianne est envoûtée par Marco, un homme taciturne qui la laisse nouer une relation avec lui mais reste parfaitement indépendant. Elle laisse tout son monde au Québec pour s'installer dans le petit village italien où vit Marco, mais celui-ci la fait habiter une maison seule, pendant qu'il continue de rester chez sa mère. Il vient la voir quand il veut, repart quand il veut, sans jamais se justifier ni donner d'explications sur ses activités. Marianne apprend à connaître la vie du petit village pour constater que Marco y est parfaitement intégré et n'aspire à rien d'autre, comme d'ailleurs sa mère et les autres habitants. Ils vivent dans un « cercle parfait ». Toujours fascinée par lui, elle restera pourtant jusqu'à ce que, se voyant dépérir dans l'oisiveté, elle décide de mettre un terme à la relation.

## Style
Le style, qui fait penser à une autofiction, est résolument littéraire, la narration oscillant entre la première personne (Marianne elle-même), la troisième (narrateur indéfini), et parfois même la deuxième (Marianne s'adressant à Marco, au lecteur ou à divers personnages ou groupes de personnages). Le récit, quoique linéaire, est surtout caractérisé par un enchaînement de tableaux impressionnistes et de descriptions des pensées de Marianne.

## Extraits
- « Marco n'exige rien de plus que ce qui lui arrive. Il "travaille". L'automne et l'hiver, il va à la chasse. Les jours de grand vent il fait de la planche à voile, les jours plats il parle du beau temps avec des gens auxquels il ne s'attache jamais. Il n'a pas d'amis, ou si peu, des amis qui ne savent rien de lui, puisqu'il ne dit jamais rien. Il a des amis perdus, ceux-là sont nombreux, il a rompu avec eux pour diverses raisons, la principale étant qu'il n'a aucune pitié pour le genre humain. » (p. 97)
- « Elle hésite toujours à dire qu'elle habite dans la maison vide. Elle sait qu'en l'ouvrant pour elle Marco s'est exposé et elle sent les ficelles invisibles qui l'attachent aux quatre coins du village, comme si la maison était aussi un mur du château, l'autel de l'église, le fond étrusque du lac. Marianne ne dit jamais qu'elle habite la maison vide, parce que ce serait faux : elle est une étrangère dormant dans la maison de la famille de Marco, dans leur village à eux, nonobstant les âmes mortes qui flottent dans le jardin et les âmes vivantes qui l'épient tout le jour. » (p. 118)
- « Le cercle parfait.
La vie ronde de Marco. Étanche comme un œuf.
L'univers à l'échelle d'un village dont on ne sort jamais. Tous les visages sont connus, toutes les paroles prévisibles.
Le vie de ceux qui ont décidé d'être seuls. [...]
Marianne voudrait vivre la vie contente de Marco. Elle voudrait avoir, elle aussi, le merveilleux sourire que lui donne la simple vue d'une famille de canards. Il court pour les compter, sous la pluie. Ses pas ne font aucun bruit sur le sol. Ils sont le sol. Il s'amuse de tout. Son tout est fait de peu. » (p. 136)

## Honneurs
Le Cercle parfait a remporté le Prix du Gouverneur général en 2004.

## Traduction
Le Cercle parfait a été traduit en anglais par Sheila Fischman sous le titre The Perfect Circle, en lice pour le Prix Giller en 2006.